# Полет 402 на „Кънейдиън Пасифик Еър Лайнс“
Полет 402 на „Кънейдиън Пасифик Еър Лайнс“ е пътнически полет от международното летище Кай Так, Хонконг, до международното летище „Ванкувър“, Британска Колумбия, Канада, с междинно кацане на летище Ханеда, Токио, Япония, управляван от „Кънейдиън Пасифик Еър Лайнс“. На 4 март 1966 г. самолетът „Дъглас DC-8-43“, който лети по маршрута, се удря в светлините за заход и в крайбрежна защитна стена по време на опит за нощно кацане при лоша видимост на летище Ханеда в Токио, Япония. От 62 пътници и 10 души екипаж на борда на машината само 8 пътници оцеляват.
Назначеният от японското правителство екип за разследване заключава в доклада си, издаден две години по-късно, че не намира вина в ръководенето на контролната кула на летището. Екипът заявява, че причината е грешка на пилота, като същевременно признава, че лошата видимост може да причини оптична илюзия, която да обърка пилота. Изявлението за вероятната причина е, че „пилотът не е преценил правилно захода за кацане при необичайно трудни метеорологични условия“.
Тази катастрофа е една от петте фатални самолетни катастрофи в Япония през 1966 г. По-малко от 24 часа по-късно самолетът при полет 911 на БОЕК рулира покрай канадския самолет, след което се разпада, когато се натъква на екстремна турбуленция над планината Фуджи, докато лети в обратната посока към Хонконг и убива всички 124 пътници (няколко от които оцеляват при катастрофата на самолета при полет 402) и екипаж. Това увеличава общия брой на загиналите при двете катастрофи до 188 за по-малко от 24 часа.
По-малко от месец преди това машината, която изпълнява полет 60 на „Ол Нипон Еъруейс“, се разбива в Токийския залив по време на заход за кацане на същото летище и убива всички 133 души на борда. Освен това се случват и два други инцидента, на 26 август и 13 ноември с общо 55 жертви. Ефектът от тези катастрофи разклаща общественото доверие в търговската авиация в Япония както в „Джапан Еър Лайнс“, така и в „Ол Нипон Еъруейс“ и превозвачите са принудени да съкратят някои вътрешни услуги поради намаленото търсене.